# Peter Heut
Peter Heut (* 1894 in Seewald/Werchowje, Wolga-Gebiet, Russisches Kaiserreich; † 4. Mai 1942 in Kargopol, Sowjetunion) war ein deutsch-russischer römisch-katholischer Geistlicher und Märtyrer. 

## Leben
Peter Heut stammte aus einer wolgadeutschen Familie im Bistum Tiraspol. Er studierte Theologie am Priesterseminar Saratow und wurde 1917 zum Priester geweiht. Die Stationen seines seelsorglichen Wirkens waren Nowotscherkassk, Petersheim (Krim) (bis 1927), Großwerder/Marinowka  (bei Tschernihiw ).  1932 wurde er in Nowotscherkassk verhaftet, am 18. Januar 1933 zu 10 Jahren Lagerhaft verurteilt und nach Medweschja Gora gebracht. Am 6. Juli 1941 wurde er nach Kargopol verlegt. Dort starb er im Mai 1942.

## Gedenken
Die Römisch-katholische Kirche in Deutschland nahm Pfarrer Peter Heut als Märtyrer in das deutsche Martyrologium des 20. Jahrhunderts auf.